# Сан Жулија де Лорија
Сан Жулија де Лорија је једна од парохија Андоре, на крајњем југу те земље. То је такође име главног града парохије, који је са 908 m надморске висине најниже насеље у Андори.
Град се развио и шири се око реке Валире. Највећу атракцију представља седиште општинске власти, романичка црква посвећена Сан Жулија де Лорији и Сен Жермену.

## Становништво
| Година       |
| Становништво |
| ------------ |